# Baron Remnant
Baron Remnant, of Wenhaston in the County of Suffolk, ist ein erblicher britischer Adelstitel in der Peerage of the United Kingdom.

## Verleihung
Der Titel wurde am 26. Juni 1928 dem konservativen Unterhausabgeordneten Sir James Remnant, 1. Baronet, verliehen. Bereits am 14. Juli 1917 war ihm in der Baronetage of the United Kingdom der fortan nachgeordnete Titel Baronet, of Wenhaston in the County of Suffolk, verliehen worden.
Heutiger Titelinhaber ist seit 2022 dessen Urenkel Philip Remnant, 4. Baron Remnant.

## Liste der Barone Remnant (1928)
- James Remnant, 1. Baron Remnant (1862–1933)
- Robert Remnant, 2. Baron Remnant (1895–1967)
- James Remnant, 3. Baron Remnant (1930–2022)
- Philip Remnant, 4. Baron Remnant (* 1954)

Titelerbe (Heir Apparent) ist der einzige Sohn des aktuellen Titelinhabers, Hon. Edward James Remnant (* 1981).